# Sun-Joo Shin
Sun-Joo Shin ist eine koreanisch-US-amerikanische Philosophin, die für ihre Arbeiten über Logikdiagramme berühmt geworden ist. Sie hat mehrere wegweisende Logikkalküle für Venn-Diagrammen entwickelt und die damals vorherrschenden Vorurteile gegenüber Diagrammen revidiert. Sie ist Professorin für Philosophie an der Universität Yale.

## Leben
Shin hat in Korea studiert. Aufgrund ihres Interesses an Kunstphilosophie und dem Werk von Maurice Merleau-Ponty wollte sie ihr Studium in Frankreich fortsetzen, fand aber keine finanzielle Förderung. Stattdessen erhielt sie ein Stipendium an der Ohio State University und wechselte 1987, ein Jahr nach ihrem Masterabschluss, an die Stanford University. In Stanford verlagerte sich ihr Interesse unter dem Einfluss von Jon Barwise und John Etchemendy auf die Logik. 1991 schloss sie ihre Dissertation unter der Leitung von Etchemendy ab. Das 1995 erschienene Werk The Logical Status of Diagrams gilt heute als Meilenstein in dem Fachgebiet diagrammatic reasoning (Logik).   
Shin wechselte anschließend an die University of Notre Dame und 2002 als Professorin an die Yale University. Sie forschte unter anderem zu Euler-Diagrammen, Venn-Diagrammen und den existential graphs von Peirce.

## Schriften (Auswahl)
Bücher:
- The Logical Status of Diagrams. Cambridge University Press 1995.
- The Iconic Logic of Peirce’s Graphs. MIT Press, 2002.
- Visual Reasoning with Diagrams, hg. mit Amirouche Moktefi, Birkhäuser, 2013.

## Belege
- Waszek, David (2018), Conversation with Sun-Joo Shin, APhEx, 17

| Personendaten    | Personendaten                        |
| ---------------- | ------------------------------------ |
| NAME             | Shin, Sun-Joo                        |
| KURZBESCHREIBUNG | koreanisch-amerikanische Philosophin |
| GEBURTSDATUM     | 20. Jahrhundert                      |